# Mame Madior Boye
Mame Madior Boye, född 1940, är en jurist från Senegal. Hon var landets första kvinnliga premiärminister från 2001 till 2002 efter att varit justitieminister från 2000.   
Boye föddes i en advokatfamilj i kuststaden Saint Louis och läste juridik på the universitetet i Dakar år 1963. Efter studier på Centre National d'études judiciaries i Paris arbetade Boye som biträdande åklagare för regeringen i Senegal. Efter en tid som biträdande domare avancerade hon till chef för högsta domstolen i Dakar.
Hon, och resten av regeringen,  avskedades efter olyckan med färjan Le Joola, där mer än 1 800 personer förlorade livet efter en ineffektiv räddningsaktion.